# 139 (nombre)
Cet article concerne le nombre 139. Pour l'année, voir 139.
139 (cent trente-neuf) est l'entier naturel qui suit 138 et qui précède 140.

## En mathématiques
Cent trente-neuf est :
- Le 34e nombre premier, le précédent est 137, avec lequel il forme un couple de nombres premiers jumeaux.
- La somme de cinq nombres premiers consécutifs (19 + 23 + 29 + 31 + 37).

## Dans d'autres domaines
Cent trente-neuf est aussi :
- Années historiques : -139, 139.
- Ligne 139 (Infrabel).